# Cecilia Gessa
Cecilia Gessa (22 de novembro de 1977) é uma atriz espanhola e uma atriz pornográfica aposentada. Ela combina seu trabalho como atriz com o trabalho de gerente da comunidade e com a direção e gestão da empresa de eventos Gessas.

## Prêmios e indicações
- 2002 Ninfa Prize nominee – Best Spanish Actress – Delirio y Carne[3]
- 2003 Ninfa Prize nominee – Best Supporting Spanish Actress – Las Lágrimas de Eros[4]
- 2004 Ninfa Prize nominee – Best Spanish Actress – Hotel Lolita 6[5]
- 2005 Ninfa Prize nominee – Best Spanish Actress – La Orina y el Relámpago[6]